# Sasmuan
Sasmuan is een gemeente in de Filipijnse provincie Pampanga op het eiland Luzon. Bij de laatste census in 2007 had de gemeente bijna 27 duizend inwoners.

## Geografie

### Bestuurlijke indeling
Sasmuan is onderverdeeld in de volgende 12 barangays:
| - Batang 1st - Batang 2nd - Mabuanbuan - Malusac - San Antonio - San Nicolas 1st | - San Nicolas 2nd - San Pedro - Santa Lucia - Santa Monica - Santo Tomas - Sebitanan |

## Demografie
Sasmuan had bij de census van 2007 een inwoneraantal van 26.630 mensen. Dit zijn 3.271 mensen (14,0%) meer dan bij de vorige census van 2000. De gemiddelde jaarlijkse groei komt daarmee uit op 1,82%, hetgeen lager is dan het landelijk jaarlijks gemiddelde over deze periode (2,04%). Vergeleken met de census van 1995 is het aantal mensen met 3.484 (15,1%) toegenomen.

De bevolkingsdichtheid van Sasmuan was ten tijde van de laatste census, met 26.630 inwoners op 91,8 km², 252,1 mensen per km².